# Солодовнический богадельный дом
Солодовнический богадельный дом — московское благотворительное учреждение для размещения, лечения и ухода за нетрудоспособными лицами (больными, немощнымих, калеками). В настоящее время Государственное автономное учреждение здравоохранения города Москвы "Стоматологическая поликлиника №3 Департамента здравоохранения города Москвы"
Адрес Москва, улица Щипок, дом 6/8.

## История

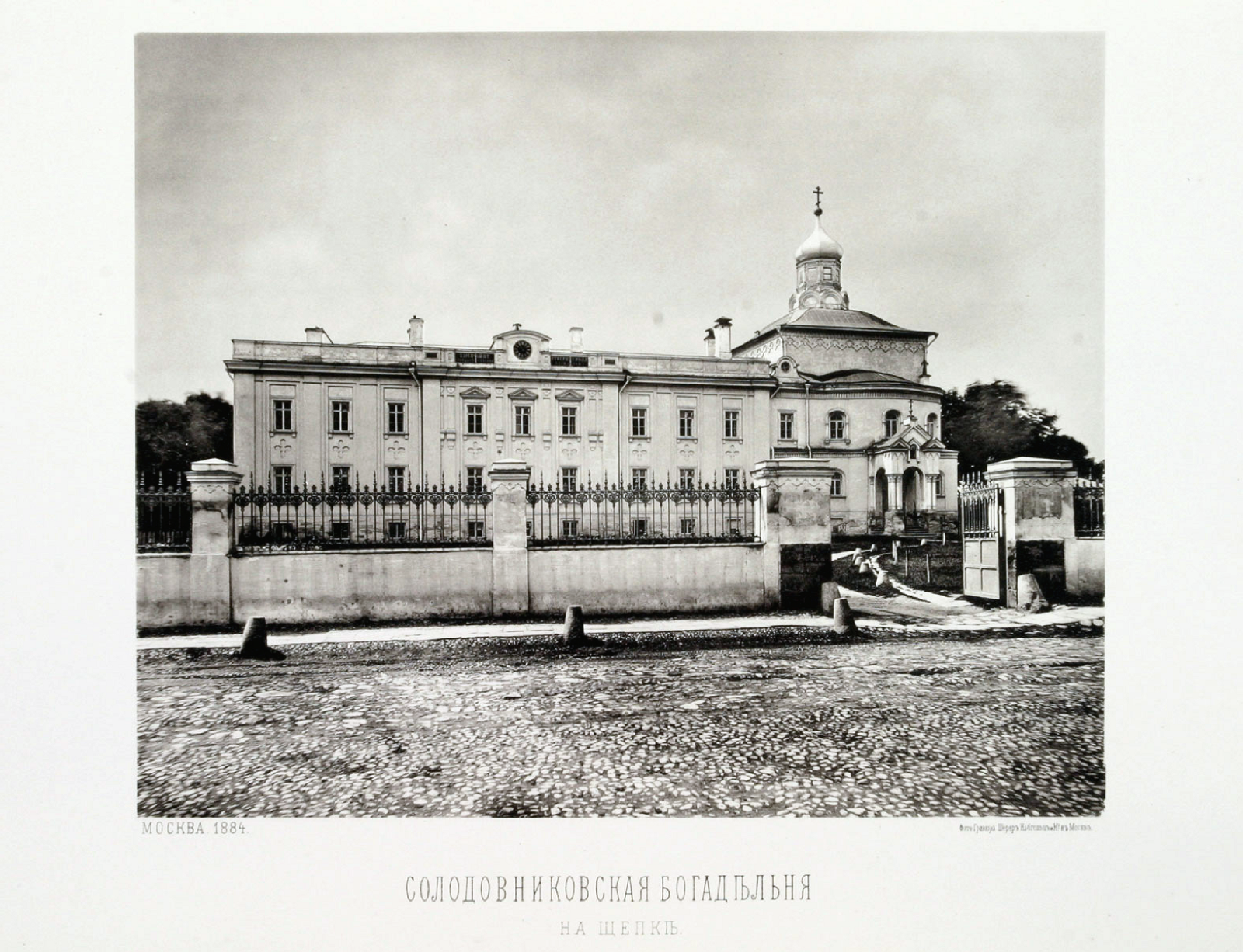
Солодовниковская богадельня на Щипке с храмом Архангела Михаила. Москва, Замоскворечье, 1884 год.

На рубеже веков в Москве на Большой Серпуховской улице строились, пользовавшиеся большим спросом благотворительные учреждения для размещения бедных больных и престарелых людей. Одним из них явился Солодовнический богадельный дом.
Солодовнический богадельный дом был построен в 1862 году на Большой Серпуховской улице Москвы. В правой его части была построена церковь — Храм Архангела Михаила. Со строительство богадельного дома в этом районе в дальнейшем складывается больничный городок с Александровской больницей, богадельными домами Гурьевой, Третьякова и храмами.
На строительство богадельного дома братьями Михаилом Герасимовичем, Алексеем Герасимовичем и Василием Герасимовичи Солодовниковыми были выделены 500 000 рублей. Деньги были заработаны братьями торговлей мануфактурой. В честь братьев Богадельный дом и получил название — Солодовнический богадельный дом.
Богадельный дом был открыт 1 июня 1865 года. Первоначально шесть лет попечителем дома был один из братьев — Михаил Герасимович Солодовников, затем четыре года — Василий Герасимович Солодовников. После их смерти ноша попечительства перешла к отцу артиста и режиссёра К. С. Станиславского — С. В. Алексееву и Московскому Купеческому обществу.
Солодовнический богадельный дом просуществовал вплоть до 1917 года. В настоящее время в нём размещается отделение Института хирургии имени А.В. Вишневского.